# Manzanillo (Itagüí)
Manzanillo es un corregimiento de la ciudad de Itagüí (Antioquia) en Colombia. Limita al norte con los corregimientos de San Antonio de Prado y Altavista, ambos pertenecientes a Medellín, y al sur con el área urbana de Itagüí.

## División Territorial
El Corregimiento se compone de 5 centros poblados y 8 veredas:
| Manzanillo | Centros poblados                                                | Veredas                                                |
| ---------- | --------------------------------------------------------------- | ------------------------------------------------------ |
| Manzanillo | - El Ajizal - El Pedregal - La María - Los Gómez - Los Olivares | El Porvenir, El Progreso, La Verde, Loma de los Zuleta |

## Descripción
El corregimiento en su totalidad es considerado una de las zonas más atractivas de la ciudad de Itagüí ya que cuenta con espacios rodeados de jardines y árboles de gran diversidad, mientras las casas armonizan con esta naturaleza.  En el corregimiento se puede encontrar el “Pico Manzanillo” considerado patrimonio y reserva natural de la ciudad.

## Pico Manzanillo
Es una reserva natural de la ciudad de Itagüí ubicada en el corregimiento. Se ha convertido en un sitio turístico de gran atractivo para los visitantes, por su gran diversidad de bosque y demás especies naturales. Desde aquí se han iniciado campañas de cuidado al medio ambiente.

## La Montaña que piensa
La montaña que piensa es un proyecto social de teatro creado hace más de doce años. Está ubicado en la vereda que lleva al pico Manzanillo. En su entrada posee figuras artísticas representado el pasado indígena de la zona. Cuenta con una estructura diseñada con balcones para apreciar la vista y en su interior un teatro donde las actividades se ven rodeadas de todas las riquezas naturales del corregimiento.

## Fundación Cultural El Hormiguero
La Fundación Cultural El Hormiguero es una organización cultural y empresarial de base comunitaria ubicada en el corregimiento El Manzanillo de Itagüí, lugar en el que trabajan desde el año 2014 en pro del bienestar social, la construcción de tejido, la reducción de las desigualdades y las violencias sociales, la construcción de paz, el acceso al arte y el desarrollo de habilidades para la vida a través de procesos pedagógicos, ambientales y del arte en la cultura.
Entre sus procesos destacan los talleres artísticos, culturales y ambientales; el Festival Color de Hormiga, el cual se realiza cada dos años y desde el que han realizado más de 50 murales en el territorio; y, finalmente, la Noche Mágica, un evento que reúne a más de 2.000 personas y conmemora la muerte violenta de los líderes y lideresas sociales en el territorio colombiano a través del lanzamiento de faroles que son creados de manera segura sin el uso de combustibles como el petróleo.